# Projeto do Milénio
Projecto do Milénio ou Projeto do Milênio é uma iniciativa da ONU criada em 2000 pelo então secretário-geral da organização, Kofi Annan.

## Objetivo
O objetivo da iniciativa é o planejamento e execução de um plano global que permita aos países do mundo alcançarem as metas de desenvolvimento do milênio estabelecidas pelas Nações Unidas até 2015.

## Metas de desenvolvimento do milênio
São oito metas a serem atingidas:
1. Erradicar a fome e a pobreza.

1. Conseguir educação fundamental para todos.
2. Promover igualdade de gêneros e a autonomia das mulheres.
3. Reduzir mortalidade infantil.
4. Melhorar a saúde de gestantes.
5. Combater AIDS, malária e outras doenças.
6. Garantir desenvolvimento em equilíbrio com a natureza.
7. Estabelecer uma parceria global para o desenvolvimento.